# Ayacucho (estació de metro)
Ayacucho és la novena estació de la Línia 1 del Metro de Lima a Perú. Està situada en la intersecció entre les avingudes Tomàs Marsano i Ayacucho en el districte de Surco. L'estació és elevada i el seu entorn immediat és residencial i comercial. L'estació va ser inaugurada l'11 de juliol de 2011 com a part de l'extensió del tram 1. L'accés és únic en el costat nord de l'estació i es troba a escala del carrer. L'estació posseeix dos nivells; en el primer es troba la zona de torniquets i boletaire. En el segon, les plataformes nord i sud estan connectades internament per escales mecàniques i ascensors provinents del primer nivell.